# 星周塵
星周塵是環繞在恆星周圍的塵埃，它可以是球殼或是盤狀，也就是吸積盤。星周塵對恆星的消光負有很大的責任，同時也是造成恆星紅外過量的主要源頭。